# Коваль Галина Анатоліївна
Гали́на Анато́ліївна Ко́валь (* 1980) — українська спортсменка. Майстер спорту з самбо (2003), дзюдо (2004), сумо (2005), кураш (2010). Чемпіонка світу з боротьби «Кураш».

## З життєпису
Народилась 1980 року в місті Київ. Закінчила Тернопільський економічний університет (2009), навчалася у Національному педагогічному університеті (від 2011). Виступала за Міністерство освіти і науки України у ваговій категорії понад 78 кг. Тренери — В. Козак, Н. Месаблішвілі.
Чемпіонка світу з боротьби на поясах (Одеса, 2006) та кураш (Алушта, АР Крим, 2009). Призерка чемпіонатів світу з боротьби кураш (Ташкент, 2005, 2-ге місце; Улан-Батор, 2007, 2-ге і 3-тє місця).
Багаторазова чемпіонка України та міжнародних турнірів з самбо, дзюдо та боротьби на поясах.
Від 2012 працює тренером Федерації боротьби кураш Києва.